# Хамаґуті Кьоко
Хамаґуті Кійоко  (яп. 浜口 京子, はまぐち きょうこ, 11 січня 1978) — японська борчиня вільного стилю, п'ятиразова чемпіонка світу, п'ятиразова чемпіонка Азії, двічі бронзова олімпійська медалістка.

## Життєпис
Боротьбою почала займатися з 1992 року.
Виступав за борцівський клуб Хамагуті, Токіо. Тренери — Хейго Хамагуті, Ріо Канегама.

## Спортивні результати на міжнародних змаганнях

### Виступи на Олімпіадах
| Змагання                    | Збірна | Вагова категорія          | Місце  |
| --------------------------- | ------ | ------------------------- | ------ |
| Літні Олімпійські ігри 2004 | Японія | жіноча боротьба, до 72 кг | Бронза |
| Літні Олімпійські ігри 2008 | Японія | жіноча боротьба, до 72 кг | Бронза |
| Літні Олімпійські ігри 2012 | Японія | жіноча боротьба, до 72 кг | 11     |

### Виступи на Чемпіонатах світу
| Змагання                        | Збірна | Вагова категорія          | Місце  |
| ------------------------------- | ------ | ------------------------- | ------ |
| Чемпіонат світу з боротьби 1995 | Японія | жіноча боротьба, до 70 кг | 13     |
| Чемпіонат світу з боротьби 1996 | Японія | жіноча боротьба, до 70 кг | 7      |
| Чемпіонат світу з боротьби 1997 | Японія | жіноча боротьба, до 75 кг | Золото |
| Чемпіонат світу з боротьби 1998 | Японія | жіноча боротьба, до 75 кг | Золото |
| Чемпіонат світу з боротьби 1999 | Японія | жіноча боротьба, до 75 кг | Золото |
| Чемпіонат світу з боротьби 2000 | Японія | жіноча боротьба, до 75 кг | Бронза |
| Чемпіонат світу з боротьби 2001 | Японія | жіноча боротьба, до 75 кг | 4      |
| Чемпіонат світу з боротьби 2002 | Японія | жіноча боротьба, до 72 кг | Золото |
| Чемпіонат світу з боротьби 2003 | Японія | жіноча боротьба, до 72 кг | Золото |
| Чемпіонат світу з боротьби 2005 | Японія | жіноча боротьба, до 72 кг | Срібло |
| Чемпіонат світу з боротьби 2006 | Японія | жіноча боротьба, до 72 кг | Срібло |
| Чемпіонат світу з боротьби 2007 | Японія | жіноча боротьба, до 72 кг | 9      |
| Чемпіонат світу з боротьби 2008 | Японія | жіноча боротьба, до 72 кг | Бронза |
| Чемпіонат світу з боротьби 2010 | Японія | жіноча боротьба, до 72 кг | Бронза |
| Чемпіонат світу з боротьби 2011 | Японія | жіноча боротьба, до 72 кг | 13     |

### Виступи на Чемпіонатах Азії
| Змагання                       | Збірна | Вагова категорія          | Місце  |
| ------------------------------ | ------ | ------------------------- | ------ |
| Чемпіонат Азії з боротьби 1996 | Японія | жіноча боротьба, до 70 кг | Золото |
| Чемпіонат Азії з боротьби 2004 | Японія | жіноча боротьба, до 72 кг | Золото |
| Чемпіонат Азії з боротьби 2006 | Японія | жіноча боротьба, до 72 кг | Золото |
| Чемпіонат Азії з боротьби 2007 | Японія | жіноча боротьба, до 72 кг | Золото |
| Чемпіонат Азії з боротьби 2008 | Японія | жіноча боротьба, до 72 кг | Золото |
| Чемпіонат Азії з боротьби 2011 | Японія | жіноча боротьба, до 72 кг | Бронза |

### Виступи на Азійських іграх
| Змагання           | Збірна | Вагова категорія          | Місце  |
| ------------------ | ------ | ------------------------- | ------ |
| Азійські ігри 2002 | Японія | жіноча боротьба, до 72 кг | Золото |
| Азійські ігри 2006 | Японія | жіноча боротьба, до 72 кг | Срібло |
| Азійські ігри 2010 | Японія | жіноча боротьба, до 72 кг | Бронза |
| Азійські ігри 2014 | Японія | жіноча боротьба, до 75 кг | 5      |

### Виступи на Кубках світу
| Змагання                    | Збірна | Вагова категорія          | Місце  |
| --------------------------- | ------ | ------------------------- | ------ |
| Кубок світу з боротьби 2001 | Японія | жіноча боротьба, до 75 кг | Золото |
| Кубок світу з боротьби 2002 | Японія | жіноча боротьба, до 72 кг | Золото |
| Кубок світу з боротьби 2003 | Японія | жіноча боротьба, до 72 кг | Бронза |
| Кубок світу з боротьби 2004 | Японія | жіноча боротьба, до 72 кг | Золото |
| Кубок світу з боротьби 2005 | Японія | жіноча боротьба, до 72 кг | Золото |
| Кубок світу з боротьби 2006 | Японія | жіноча боротьба, до 72 кг | Срібло |
| Кубок світу з боротьби 2010 | Японія | жіноча боротьба, до 72 кг | Бронза |
| Кубок світу з боротьби 2011 | Японія | жіноча боротьба, до 72 кг | Золото |
| Кубок світу з боротьби 2012 | Японія | жіноча боротьба, до 72 кг | 8      |
| Кубок світу з боротьби 2014 | Японія | жіноча боротьба, до 75 кг | Золото |

### Виступи на інших змаганнях
| Змагання                                                     | Збірна | Вагова категорія          | Місце  |
| ------------------------------------------------------------ | ------ | ------------------------- | ------ |
| Східноазійські ігри 2001                                     | Японія | жіноча боротьба, до 75 кг | Золото |
| Klippan Lady Open 2003                                       | Японія | жіноча боротьба, до 72 кг | Золото |
| Тестовий турнір FILA 2004                                    | Японія | жіноча боротьба, до 72 кг | Золото |
| Олімпійський кваліфікаційний турнір з боротьби 2012 (Астана) | Японія | жіноча боротьба, до 72 кг | Срібло |